# ॲ
Cette page contient des caractères spéciaux ou non latins. S’ils s’affichent mal (▯, ?, etc.), consultez la page d’aide Unicode.
ॲ, appelé a tchandra, est une voyelle de l’alphasyllabaire devanagari.

## Utilisation
Le ॲ est une lettre additionnelle utilisée en marathi depuis le XXe siècle pour transcrire la voyelle pré-ouverte antérieure non arrondie [æ], tout comme le ऑ transcrivant le [ɔ].

## Représentations informatiques
| formes       | représentations | chaînes de caractères | points de code | descriptions                              |
| ------------ | --------------- | --------------------- | -------------- | ----------------------------------------- |
| indépendante | ॲ               | ॲ                     | U+0972         | lettre devanagari a tchandra              |
| dépendante   | ॅ                | ◌ॅ                     | U+0945         | diacritique voyelle devanagari é tchandra |